# James Norman Hall

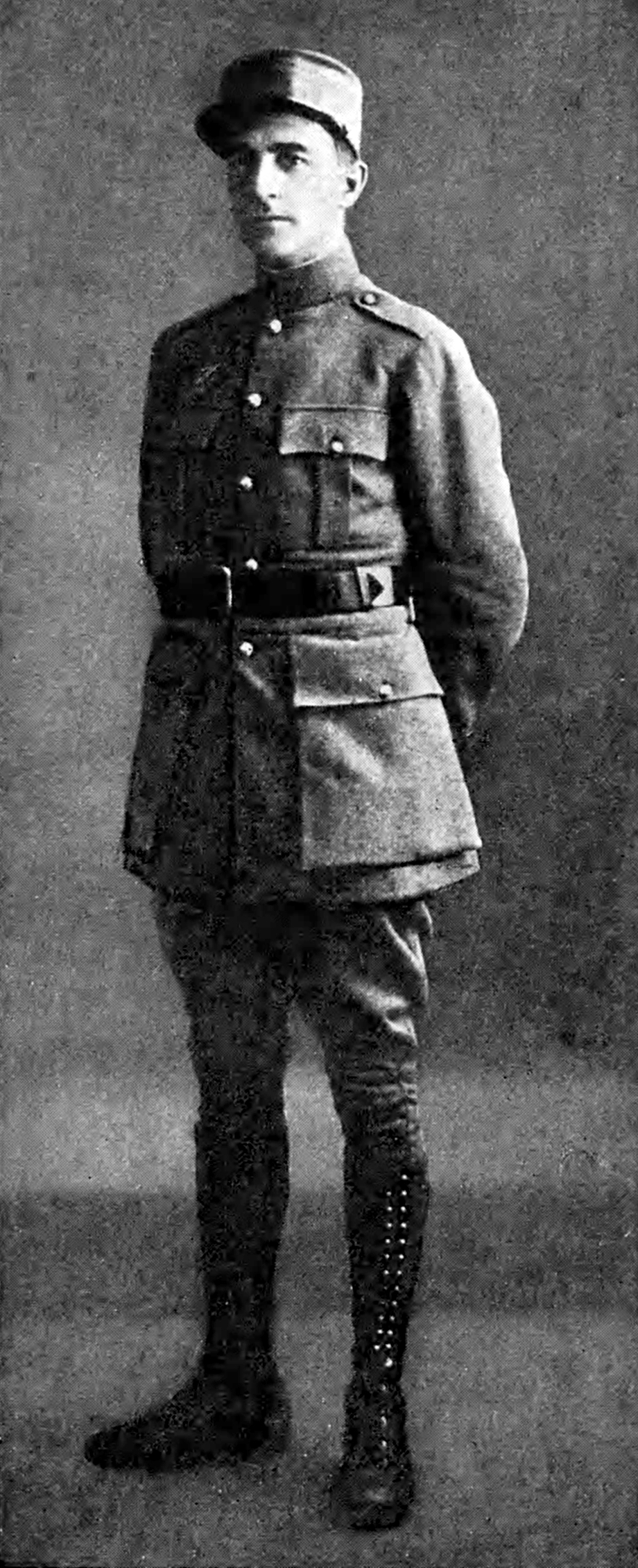
James Norman Hall als Pilot im Ersten Weltkrieg

James Norman Hall (* 22. April 1887 in Colfax, Iowa; † 5. Juli 1951 in Vaipoopoo, Tahiti) war ein US-amerikanischer Autor, der vor allem durch seinen Roman Mutiny on the Bounty (Meuterei auf der Bounty) bekannt ist.

## Leben
Hall wurde in Colfax (Iowa) geboren, wo er die örtliche Schule besuchte. Nach Abschluss seiner Studien 1910 am Grinnell College war er zunächst in der Sozialarbeit in Boston (Massachusetts) tätig, gleichzeitig versuchte er sich als Schriftsteller zu etablieren und studierte für das Master's degree an der Harvard University. 
Im Sommer 1914 war Hall im Vereinigten Königreich in Urlaub, als der Erste Weltkrieg ausbrach. Er gab sich als Kanadier aus, meldete sich freiwillig für die British Army und diente bei den Royal Fusiliers als Maschinengewehrschütze während der Schlacht von Loos. Er wurde entlassen, nachdem seine wahre Nationalität festgestellt wurde, kehrte in die Vereinigten Staaten zurück und schrieb sein erstes Buch, Kitchener's Mob (1916), das von seinen Kriegserfahrungen in der Freiwilligenarmee von Lord Kitchener erzählte.
Er kehrte nach Frankreich zurück und trat der Escadrille La Fayette bei, einem französisch-amerikanischen Fliegerkorps, bevor die Vereinigten Staaten offiziell in den Krieg eintraten. Hall wurde mit dem Croix de guerre mit fünf Palmen und der Médaille Militaire ausgezeichnet. Als die Vereinigten Staaten in den Krieg eintraten, wurde Hall zum Captain im Army Air Service. Dort begegnete er einem anderen amerikanischen Piloten, Charles Nordhoff. Nachdem er abgeschossen wurde, verbrachte Hall die letzten Monate des Konfliktes als ein deutscher Kriegsgefangener. Er wurde in die französische Ehrenlegion aufgenommen und es wurde ihm das amerikanische Distinguished Service Cross verliehen.
Nach dem Ersten Weltkrieg verbrachte Hall einen großen Teil seines Lebens auf der Insel Tahiti, wo er mit Nordhoff, der ebenfalls nach dort umgezogen war, eine Anzahl erfolgreicher Abenteuerbücher schrieb, einschließlich der Bounty-Trilogie, von denen viele später verfilmt wurden. 1925 heiratete er Sarah (Lala) Winchester, die einen polynesischen Elternteil hatte. Sie hatten zwei Kinder: den Kameramann Conrad L. Hall (1926–2003) und Nancy Hall-Rutgers (1930-).
Hall starb in Tahiti und ist auf dem Hang auf seinem Besitztum oberhalb des bescheidenen Holzhauses begraben, in dem er mit Lala viele Jahre lebte.

## Gemeinschaftsarbeit mit Charles Nordhoff
Neben den zehn Romanen, die er mit Charles Bernard Nordhoff schrieb, und von denen Hurrikan (von John Ford 1937 unter dem Titel … dann kam der Orkan und 1979 von Jan Troell unter dem Titel Hurricane verfilmt), Meer ohne Grenzen, Schiff ohne Hafen, Am dunklen Fluß am bekanntesten wurden, veröffentlichten beide zahlreiche eigene Bücher.

## Ausgewählte Werke

### DieBounty-Trilogie, zusammen mit Charles Nordhoff
- Mutiny on the Bounty (1932)
- Men Against the Sea (1934)
- Pitcairn's Island (1934)
- The Bounty Trilogy (illustriert von N. C. Wyeth) (1940)
  - Dt. Übersetzung unter dem Titel: C. Nordhoff und J. N. Hall: Die Meuterei auf der "Bounty". Schiff ohne Hafen. Meer ohne Grenzen. Wien, München, Basel: Verlag Kurt Desch 1961

### Andere Werke
- Kitchener's Mob: The Adventures of an American in the British Army (1916)
- High Adventure: A Narrative of Air Fighting in France (1918)
- Faery Lands of the South Seas (mit Nordhoff) (1920)
- Mid-Pacific (1928)
- Falcons of France (mit Nordhoff) (1929) Der Bericht von Nordhoff und Hall über ihren Dienst in der berühmten Lafayette Escadrille während des Ersten Weltkriegs
- The Friends (1939)
- Doctor Dogbody's Leg (1940)
- Under a Thatched Roof (Essays) (1942)
- Lost Island (1944)
- The Far Lands (1950)
- My Island Home: An Autobiography (1952)